# Servio Tullio
Servio Tullio (Corniculum, ... – Roma, 535 a.C.) è stato il sesto re di Roma. Secondo la tradizione regnò dal 578 a.C. al 535 a.C., per 43 anni. La tradizione, a partire dall'imperatore Claudio, lo identifica anche col magister populi etrusco Macstarna (o Mastarna).

## Leggenda

### Origini familiari
Servio, come attestato anche dal nome, era di umili origini; nacque infatti da una prigioniera di guerra (che si racconta fosse stata nobile nella sua città) ridotta a servire il focolare domestico del re Tarquinio Prisco. Si narra anche potesse essere il figlio della schiava Ocresia (nobile di Corniculum, attuale Montecelio, fatta prigioniera) e di un Tullio, sempre di Corniculum. Si racconta poi che, quando da bambino Servio stava ancora nella culla, gli brillò una fiamma sulla testa.

### Regno (578 a.C. - 535 a.C.)
Deve la sua fortuna a Tanaquil, colta e ambiziosa moglie del re Tarquinio Prisco, che ne indovinò la futura grandezza e per questo gli diede in sposa la figlia e alla morte del marito fece in modo che Servio gli succedesse come re di Roma. Infatti, quando Tarquinio fu ucciso in una congiura messa in atto dai due figli di Anco Marzio, ai quali aveva sottratto il trono, Tanaquil ne informò il popolo romano nascondendo la morte del re, dicendo invece che egli era rimasto ferito e che nel frattempo Servio Tullio ne sarebbe stato il reggente. Diede quindi modo a quest'ultimo di presentarsi come il successore spontaneamente designato da Tarquinio quando, tre giorni dopo e solo in seguito al ristabilirsi della calma, venne comunicata la morte del re etrusco. Il sesto re di Roma saliva così al trono senza alcuna espressione di consenso da parte del popolo e col tacito patto, propostogli dalla suocera Tanaquil, di cedere la carica al primogenito orfano di Tarquinio non appena questi avesse raggiunto la maggiore età.
(Floro, Epitoma de Tito Livio bellorum omnium annorum DCC, I, 6.2.)

#### Riforma militare per classi sociali e censimento
Fu l'autore della più importante modifica dell'esercito dell'epoca pre-repubblicana, dividendo la popolazione in classi. Si rese conto, infatti, che per assicurare a Roma (città antica) una forza militare sufficiente a mantenere le proprie conquiste era necessario un esercito più numeroso di quello che possedeva (un'unica legione di circa 3 000 uomini, detto esercito romuleo).
Si impegnò quindi a favorire il reclutamento degli strati inferiori della società, fino ad allora esclusi dal servizio militare, segnando così il primo passo verso il riconoscimento politico di quella che solo grazie a questa riforma prenderà a chiamarsi plebe. L'inclusione della plebe nell'esercito portò ovviamente i re etruschi a un primo contrasto con lo strato superiore della società romana, i patrizi, che vedevano minacciati i propri privilegi.
Servio Tullio modificò la tradizionale ripartizione in tribù del popolo romano, che non tenne più conto dell'origine delle genti, ma che considerava come criterio di appartenenza il luogo di residenza. Vennero così create quattro tribù urbane (Suburana, Palatina, Esquilina e Collina) a cui se ne aggiungevano altre ventidue nel territorio circostante (regiones o pagi); in questo modo, oltre a omogeneizzare i cittadini romani, si poteva anche valutare il patrimonio dei singoli cittadini e quindi fissarne il tributo che questi dovevano versare alle casse dello Stato, oltre che il censo, che ne determinava i diritti e i doveri. Primo fra i Romani condusse il primo censimento generale (dividendo i cittadini per patrimonio, dignità, età, mestieri e funzioni), contando 80 000-83 000 cittadini romani, insieme a quelli delle campagne circostanti.

#### Riorganizzazione urbanistica
Ampliò il pomerium e aggiunse alla città di Roma i tre colli più orientali: Quirinale, Viminale ed Esquilino, scavando poi tutto intorno al nuovo tratto di mura un ampio fossato. Fece, quindi, costruire insieme agli alleati latini, sull'Aventino, il tempio di Diana, che corrisponde alla dea greca Artemide, il cui tempio si trovava a Efeso, trasferendo da Ariccia il culto latino di Diana Nemorensis. Come per i Greci, per i quali il tempio di Artemide rappresentava una federazione di città, con il tempio di Diana, costruito intorno al 540 a.C., i Romani miravano a porsi come centro politico e religioso delle popolazioni del Lazio e forse anche dell'Etruria meridionale. E sempre a Servio si ascrive anche la decisione di costruire il Tempio di Mater Matuta e il Tempio della Dea Fortuna, entrambi al Foro Boario.

#### Politica militare
Roma continuò comunque la sua politica di espansione territoriale, sia a danno dei vicini Sabini, sia delle città etrusche di Veio, Cere e Tarquinia le quali, non accettando la sovranità di Servio Tullio, considerato un usurpatore, non volevano più rispettare gli accordi di tregua stipulati con Tarquinio; dopo alterne vicende i Romani ebbero la meglio su queste città e ingrandirono il loro territorio verso nord.

#### Morte e sepoltura

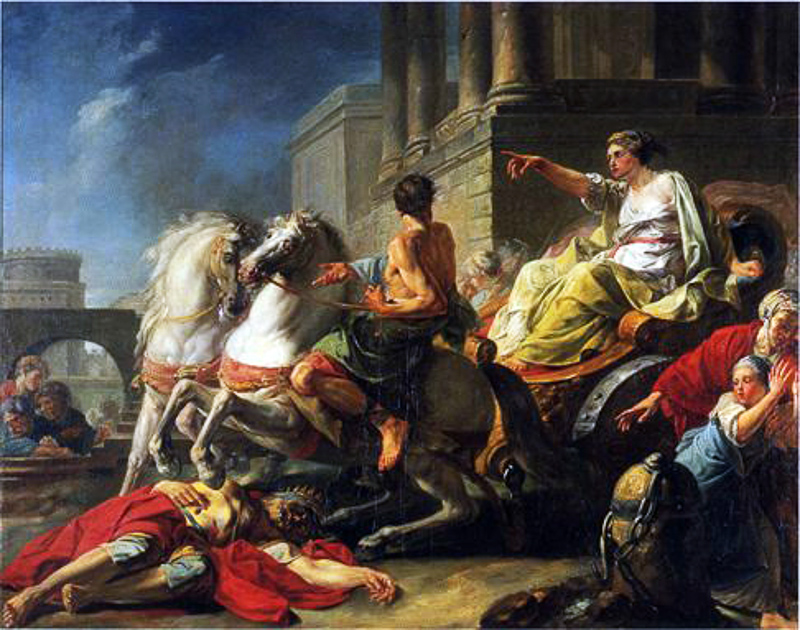
Jean Bardin, Tullia fa passare il suo carro sul corpo del padre, olio su tela, Mainz, Landesmuseum

Servio Tullio fu ucciso da Lucio Tarquinio (chiamato dal popolo Tarquinio il Superbo una volta al trono), che ebbe come complice la seconda moglie Tullia Minore, figlia minore di Servio. Si tramanda infatti che Tarquinio, dopo aver provocato il re, gettasse questo giù dalle scale della Curia; il sovrano, ferito ma non ancora morto, fu quindi finito dalla figlia che gli passò sopra con un carro trainato da cavalli, mentre cercava di scappare dal foro. Il luogo del misfatto ricevette in seguito l'appropriato nome di Vicus Sceleratus.

## Dietro la leggenda: tradizione storiografica e realtà archeologica

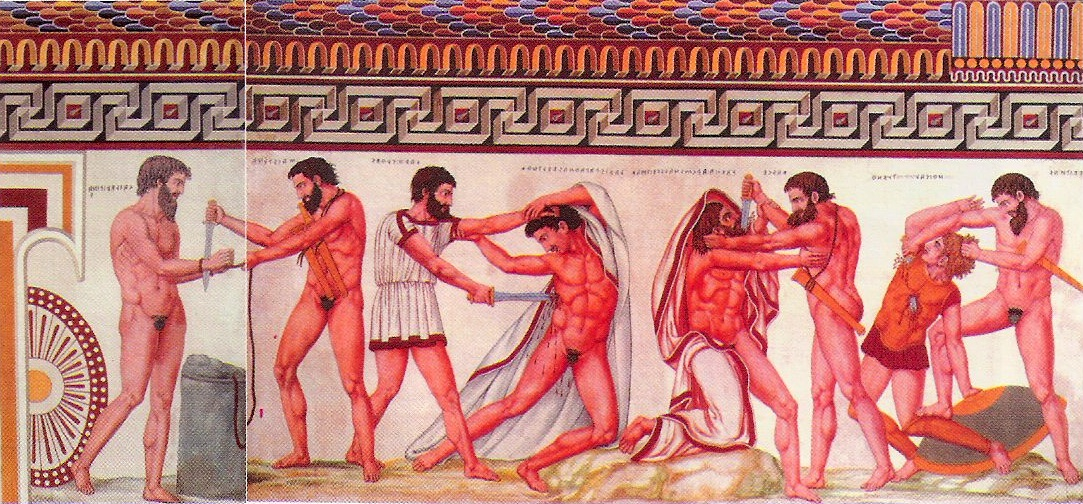
Affresco dalla Tomba François di Vulci raffigurante la liberazione di Celio Vibenna; il personaggio a sinistra è Macstarna, poi re di Roma col nome di Servio Tullio

Secondo un'antica tradizione - di cui veniamo a conoscenza grazie a un discorso tenuto in Senato dall'imperatore etruscologo Claudio (riportato nelle tavole di bronzo di Lione) nel 48 d.C. - la figura di Servio Tullio si identifica con quella di Mastarna (o anche Macstarna), alleato dei fratelli Aulo e Celio Vibenna (o Vivenna), entrambi condottieri etruschi impegnati in spedizioni di conquista in Etruria e nei territori circostanti, e rifugiatisi, al termine di alterne vicende belliche, sul Monte Celio a Roma (città antica). Mastarna avrebbe poi ottenuto il regno e cambiato il proprio nome etrusco, assumendo quello latino di Servio Tullio.
Gli storici, di là dagli aspetti leggendari del racconto, non escludono che possa avere qualche fondamento di verità, e portano a sostegno di questa ipotesi anche i famosi affreschi della Tomba François di Vulci che rappresentano in modo sorprendentemente realistico questo ciclo di racconti epici. Qui infatti è possibile vedere Caile Vipinas (Celio Vibenna) nell'atto di essere liberato da Macstarna, identificato con Servio Tullio.
Si può tuttavia giungere anche alla conclusione che il nome Mastarna (Macstrna) fosse soltanto il titolo con il quale Servio Tullio veniva chiamato in battaglia: non sarebbe impossibile infatti intravedere nella parola mastarna la radice di magister ("maestro"), cioè, in questo caso, magister maximus della legione romana. Secondo Massimo Pallottino (Origini e storia primitiva di Roma) Mastarna sarebbe il "servitore" di Celio Vibenna (Caile Vipinas), perché il suffisso -na indica appartenenza; quindi Macstrna sarebbe "appartenente al magister" (macstr = magister). Dopo la conquista di Roma e la morte di Celio Vibenna, Mastarna entrò in contrasto con Aulo Vibenna, fratello di Celio, e infine lo uccise, restando unico padrone della città.